# Actionfotografie

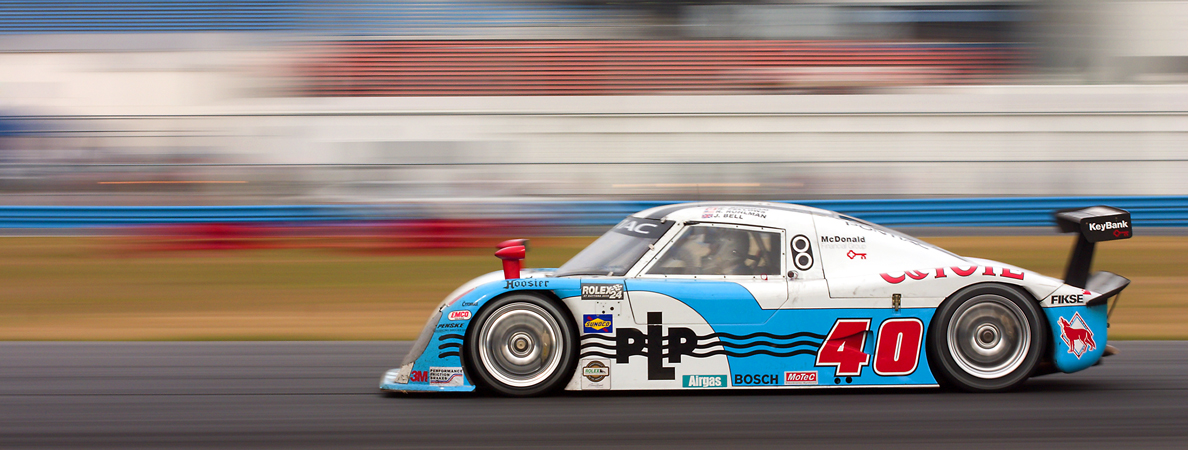
Aufnahme eines Rennwagens

Als Actionfotografie oder auch Bewegungsfotografie bezeichnet man das Fotografieren oder Aufnehmen von Bewegungen und dynamischen Prozessen.

## Anwendung
Anwendungen befinden sich zum Beispiel bei der Sport- und Eventfotografie, der Tierfotografie, der Aktfotografie, der Dokumentarfotografie, der Natur- und Umweltfotografie, Festhalten von Emotionen, dokumentieren von naturwissenschaftlichen Experimenten und Fotografie von technischen Geräten und Verkehrsanlagen. Fotos die auf einem Fahrgeschäft gemacht werden, werden auch als Onride-Fotos bezeichnet.

## Technik und Fotografie
Fotografen müssen schnell reagieren, eine ruhige Hand bewahren und konzentriert bei der Arbeit sein. Durch die sichtbare Bewegung kann eine Bilddynamik erzeugt werden. Die gängigste und einfachste Form dieser Form der Fotografie ist das Einfrieren von Bewegung mittels einer kurzen Verschlusszeit. Diese entscheidet darüber wie schnell ein bewegendes Motiv auf dem Foto abgebildet wird. Je länger die Verschlusszeit, umso länger wird auch die Bewegung auf dem Bild festgehalten. Verhaltensmäßig lange Verschlusszeiten werden genutzt, um die Objekte und Akteure oder den Hintergrund gezielt verwischen zu lassen. Die Blende beeinflusst die Schärfentiefe. Als Minimalausstattung empfiehlt sich eine Spiegelreflexkamera mit Teleobjektiv. Kompaktkameras und Superzooms sind für Actionfotografie meist wenig geeignet. Grund ist, dass sie zu spät auslösen und bei schlechtem Licht zu heftig rauschen. Alternativ eignen sich auch hochwertige spiegellose Systemkameras, da diese oftmals über schnelle Auslöseraten verfügen. Weitwinkel- oder Standardobjektiv können neben Teleobjektiven auch, zum Beispiel bei der Fotografie unter dem Basketball-Korb, zum Einsatz kommen. Auf der Kamera sollte der Modus in Sport, Bewegung, Action oder vergleichbares umgeschaltet werden oder der manuelle Modus für eine individuelle Anpassung verwendet werden.

## Action-Kamera

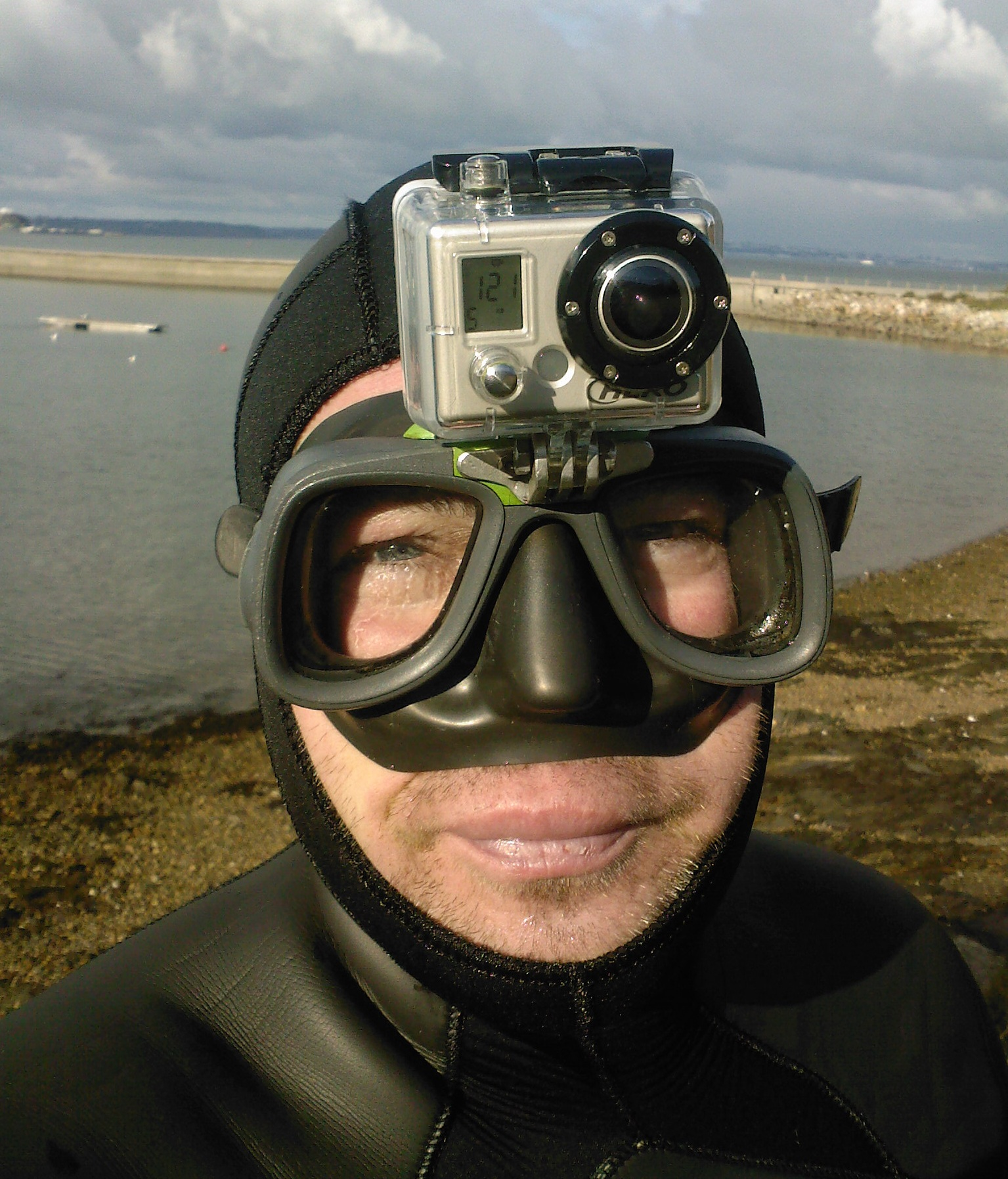
Action-Camcorder mit Unterwassergehäuse an einer Tauchmaske

Für das Aufnehmen solcher Fotos oder Video gibt es spezielle Action-Kameras bzw. Action-Cams, die besser darauf ausgelegt sind dynamische Prozesse festzuhalten. Zudem gibt es für diese Halterungen, zum Beispiel für einen Helm, Sportkleidung, Drohnen oder ein Fahrzeug, sowie Möglichkeiten die Kamera möglichst unauffällig zu verstecken. Meist sind diese gegen Umwelteinflüsse geschützt ist, wie zum Beispiel vor Erschütterungen, gegen Feuchtigkeit oder Staub oder beim Einsatz bei hohen oder niedrigen Temperaturen oder Unterwasser. Die bekannteste Action-Kamera ist die GoPro. Meist werden dieser Kamera von Sportlern oder Webvideoproduzenten eingesetzt, um den Prozess live ohne ein ständiges halten der Kamera ungestört aufzunehmen.